# Palais des sports de Beaublanc
Palais des sports de Beaublanc (hrv. Palača sportova Beaublanc) je višenamjenska dvorana u francuskom gradu Limogesu kapaciteta 5.500 mjesta. Otvorena je u ljeto 1981. godine te je dom košarkaškim i rukometnim klubovima CSP Limogesu odnosno Limoges Handu. Ondje su se održavali i drugi sportski susreti poput Davis i Fed Cupa a sve do otvaranja gradske koncertne dvorane 2007. godine, Beaublanc arena se koristila i za održavanje gotovo većine koncerata.
Beaublanc je od svojeg otvaranja 1981. pa sve do 1991. kada je Pau-Orthez izgradio vlastiti Palais des sports de Pau, slovio za najveću košarkašku dvoranu u Francuskoj.
Oblik sportske arene je veoma karakterističan, posebice hrastov krov.

## Vanjske poveznice
- Informacije o dvorani  Arhivirana inačica izvorne stranice od 7. srpnja 2011. (Wayback Machine)